# 시국대응전선사상보국연맹

시국대응전선사상보국연맹 결성식. 1938년 7월 25일자 매일신보.

시국대응전선사상보국연맹(時局對應全鮮思想報國聯盟)은 일제강점기 말기인 1938년에 조직된 사상교양 단체이다. 이 단체는 일제가 더욱 강력하게 사회주의 제거에 나서는 것이 1차적인 목표였다. 일제는 조선인 전향자들을 구성해 이 단체를 조직하여 만들게 했고, 일본군 위문, 국방헌금 모금 같은 일상 활동과 함께 비전향자 포섭, 반공좌담회 개최 등의 사상통제 활동을 하게 했다.

## 설립과 목표
1936년부터 조선사상범보호관찰령이 시행되어 항일 사상범을 제도적으로 감시할 수 있게 되었다. 중일 전쟁 발발로 공산주의 등 위험한 반일 사상을 좀 더 체계적으로 관리할 필요가 생기면서, 일본에서 먼저 전향자 단체가 조직되고 모임에 개최되었다. 일본의 전향자들은 조선에서도 전향자를 대표로 파견할 것을 요청하였고, 조선프롤레타리아예술가동맹 출신의 박영희가 전향자 대표로 도쿄에 파견되었다.
박영희는 됴코에 다녀와 1938년 7월 3일에 경과보고회를 갖고, 시국대응전선사상보국연맹을 조직할 것을 발기하여 가결되었다. 목표는 일본정신을 터득하고 내선일체를 추구하며, 생활의 쇄신을 도모한다는 것이었다.
결성식에서 채택된 결의문은 다음과 같다.
1. 우리들은 황국신민으로서 일본정신의 앙양에 노력하고 내선일체의 강화철저를 기한다.
2. 우리들은 사상국방전선에서 반국가적 사상을 파쇄, 격멸하는 육탄적 전사가 되기를 기약한다.
3. 우리들은 국책 수행에 철저적으로 봉사하고 애국적 총후활동의 강화철저를 기약한다.

## 조직과 활동
시국대응전선사상보국연맹은 전국에 7개의 지부와 80여개의 분회를 결성한 뒤, 각 지역에 설치된 보호관찰소와 연계하여 활동하였다. 주로 보호관찰소에서 관리하는 사상범의 취업을 알선하는 등 전향을 촉구하고 감시하는 것이었다.
이밖에 중일 전쟁에 참전한 군인을 원호하고 신사참배 강요 정책에 호응하며, 부여신궁 건설에 협조하는 등의 활동으로 일명 '사상전'을 전개하였다. 기관지로 월간지 《사상보국》을 발행하였다.
임원으로는 박영희, 박영철, 이승우, 고경흠, 한상건, 현제명 등이 참여했다. 이 가운데 박영희는 카프, 고경흠은 고려공산청년회와 조선공산주의자협의회, 현제명은 수양동우회 출신의 전향자였다.
2년 반가량 활동한 뒤, 좀 더 적극적인 전향 공작을 위해 대화숙을 출범시키면서 해체되었다. 1940년 12월 28일에 해소 선언을 했다. 이때 맹원 수는 약 3천 3백여 명이었고, 전국에 83개의 분회가 설립되어 있었다.

## 참고자료
- 친일인명사전편찬위원회 (2004년 12월 27일). 《일제협력단체사전 - 국내 중앙편》. 서울: 민족문제연구소. 411~412쪽쪽. ISBN 8995330724.